# 寶來證券
寶來證券（Polaris Securities）是過去曾經存在於台灣的證券公司，曾經是台灣證券交易所上市公司（臺證所：2854），已經於2012年4月與元大證券合併為元大寶來證券。

## 歷史

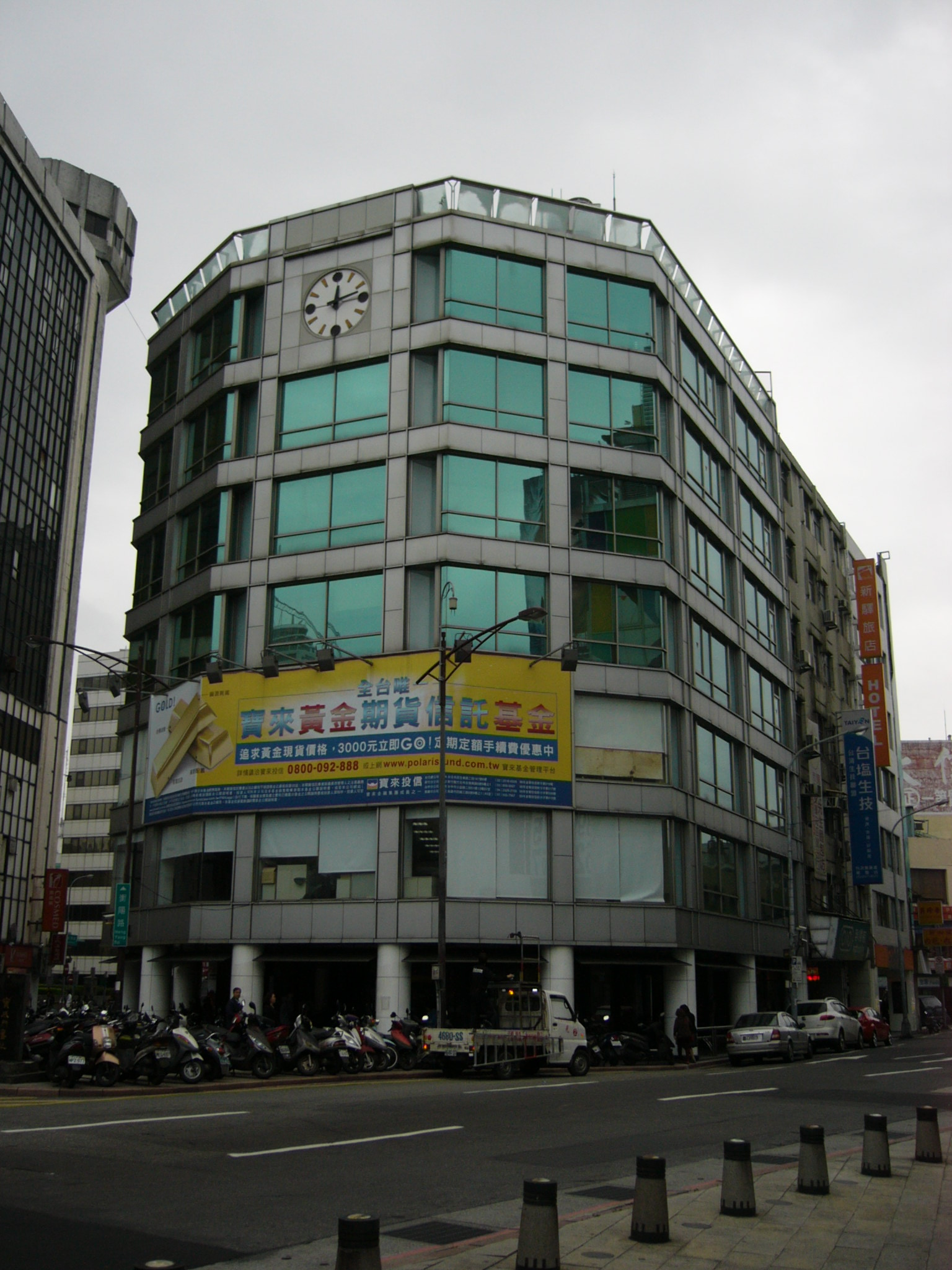
位於台北市中正區寶慶路「寶來證券金融大樓」，2012年12月時已經改掛元大金控商標

寶來證券於1988年8月25日開始營業，成立時資本額為新台幣兩億元，由白文正擔任總經理，主要股東包括：義美食品、聚寶投資、亞都大飯店的大發投資、吳德美、許吉村。
2000年，寶來證券成為經紀市佔率第三大的證券公司。

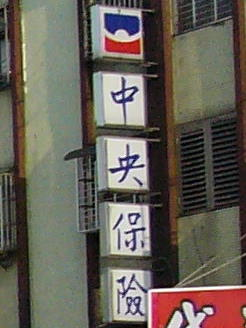
寶來證券集團中央產物保險廣告燈箱

2003年，寶來證券旗下的寶來證券投資信託取得台灣第一檔ETF基金的發行權，並發行寶來台灣卓越50證券投資信託基金，此後成為台灣主要的ETF發行公司。寶來證券曾經結合各關係企業組成寶來金融集團（Polaris Financial Group），入主中央產物保險。
2008年，擔任寶來證券董事長兼任總經理的白文正遭台北地檢署以涉嫌背信並從寶來證券獲利新台幣五億元而被約談，因此在6月辭去總經理職務後，於7月在澎湖自盡。
2011年10月3日，寶來證券以新台幣489億元售予元大金融控股公司，成為元大金控的子公司；並於2012年4月1日與元大金控子公司元大證券合併，以元大證券為存續公司，但更名為元大寶來證券。「元大寶來」名稱至少使用3年，以紀念白文正。